# A Dramatic Turn of Events
A Dramatic Turn of Events (em português: "Uma Dramática Mudança de Eventos") é o décimo primeiro álbum de estúdio da banda americana de metal progressivo Dream Theater, lançado dia 13 de setembro de 2011, pela gravadora Roadrunner. É o primeiro álbum da banda exibindo Mike Mangini na bateria após a saída do baterista fundador Mike Portnoy, em setembro de 2010.

## História

### Troca de baterista
Em 8 de setembro de 2010, Mike Portnoy anunciou publicamente que ele estava deixando o Dream Theater, citando como motivos: melhores relacionamentos em outros projetos, cansaço, e desejo de suspender temporariamente as atividades da banda. Elaborando sobre a situação em entrevista ao MusicRadar, John Petrucci revelou que Portnoy, originalmente, não queria sair da banda, mas sim que a banda parasse durante um tempo. Apenas depois de todos os outros membros rejeitarem a ideia, ele decidiu sair.
Petrucci considerou a saída de Portnoy uma das coisas mais difíceis pelas quais a banda teve que passar, e falando sobre quando ele leu as notícias na imprensa, Jordan Rudess disse:
| “               | Sabe, só para você ter uma ideia de quão profundo foi vê-lo ir embora, quão difícil isso foi... depois de falar com ele por telefone, eu me afastei e sentei na escada do estúdio, e comecei a chorar. O cara era meu amigo, e todos gostávamos dele e o admirávamos. Não queríamos ver tudo vindo abaixo. | ” |
| — Jordan Rudess | |   |

Pouco mais de um mês após a saída de Portnoy, a banda começou a fazer testes em Nova Iorque à procura de um novo baterista. Os bateristas convidados foram Mike Mangini, Derek Roddy, Thomas Lang, Virgil Donati, Marco Minnemann, Aquiles Priester e Peter Wildoer. Em abril de 2011, a banda anunciou Mangini como o baterista selecionado em um documentário de três partes publicado no YouTube, chamado The Spirit Carries On – o título, que é o nome de uma faixa do álbum Metropolis Pt. 2: Scenes from a Memory, significa "O Espírito Permanece", e foi uma das faixas executadas no teste dos bateristas.
Pouco tempo após Mangini se juntar à banda, Portnoy enviou um email à banda pedindo para voltar, mas seu pedido foi rejeitado. Refletindo sobre sua chegada, Mangini disse, em entrevista ao NoiseCreep:
| “              | O que eu vejo, quando olho para trás, é que realmente foi um recomeço para a banda. Eles já estavam em um lugar diferente quando procuraram por um baterista, e quando eu soube da notícia, após o choque passar, eu já sabia o que tinha que fazer. Basicamente era chegar lá e tentar apoiar o que eles queriam fazer a partir de então. Eles tinham uma visão, grandes ideias, e eu queria ajudá-los a chegar lá. | ” |
| — Mike Mangini | |   |

### Produção
Em 3 de janeiro de 2011, o Dream Theater entrou no Cove City Sound Studios para começar a trabalhar no novo álbum. Embora John Petrucci tenha trazido gravações, riffs e canções que ele havia trabalhado sozinho em casa, a maior parte do álbum foi composta no estúdio. A composição terminou em 2 de março, ainda sem Mike Mangini. A banda fez gravações preliminares de todas as músicas usando uma caixa de ritmos, e as enviou para Mangini aprendê-las e adicionar seus arranjos. Refletindo sobre o processo, Jordan Rudess explicou que a abordagem da banda foi mais aberta a teclados que no passado, e que após a partida de Mike Portnoy, ele e Petrucci sentiram se "mais livres". James LaBrie e John Myung contribuíram mais nas composições do que haviam feito nos álbuns anteriores.
O álbum foi escrito, gravado, mixado e masterizado entre janeiro e junho de 2011 no Estúdio Cove City Sound em Long Island, Nova Iorque. Foi produzido por John Petrucci e mixado por Andy Wallace.
O título e as faixas foram anunciadas em 8 de junho de 2011. A mixagem e a masterização do álbum foram concluídas em uma terça-feira, dia 28 de junho de 2011.
O novo single, "On the Backs of Angels", foi lançado através da conta no YouTube da Roadrunner Records dia 28 de junho de 2011.

### Capa
Foi observado que a capa do álbum — assinada por Hugh Syme, responsável por várias outras capas de álbuns da banda — foi produzida a partir de um clipart de US$ 15, e que este clipart já havia sido utilizado anteriormente na capa do álbum The 1st Chapter, de 2005, da banda norueguesa de metal progressivo Circus Maximus. A imagem do homem em um monociclo foi ligeiramente alterada, mas as semelhanças são perceptíveis.
| Críticas profissionais                                                      | Críticas profissionais |
| Avaliações da crítica                                                       | Avaliações da crítica  |
| Fonte                                                                       | Avaliação              |
| --------------------------------------------------------------------------- | ---------------------- |
| allmusic                                                                    | [ 11 ]                 |
| The Metropolis Music                                                        | [ 12 ]                 |
| Esta tabela precisa de ser acompanhada por texto em prosa. Consulte o guia. |                        |

## Faixas
Todas as letras escritas por John Petrucci. 
| N.º | Título                                                | Música                                | Duração |  |
| 1.  | "On the Backs of Angels"                              | Petrucci, Jordan Rudess, John Myung   | 8:46    |  |
| 2.  | "Build Me Up, Break Me Down"                          | Petrucci, Rudess, Myung, James LaBrie | 6:59    |  |
| 3.  | "Lost Not Forgotten"                                  | Petrucci, Rudess, Myung, LaBrie       | 10:11   |  |
| 4.  | "This Is The Life"                                    | Petrucci, Rudess                      | 6:57    |  |
| 5.  | "Bridges In The Sky"                                  | Petrucci, Rudess, Myung               | 11:01   |  |
| 6.  | "Outcry"                                              | Petrucci, Rudess, Myung               | 11:24   |  |
| 7.  | "Far From Heaven" (letras por LaBrie)                 | Petrucci, Rudess, LaBrie              | 3:56    |  |
| 8.  | "Breaking All Illusions" (letras por Myung, Petrucci) | Petrucci, Rudess, Myung               | 12:25   |  |
| 9.  | "Beneath the Surface"                                 | Petrucci                              | 5:26    |  |

## Integrantes
Dream Theater
- James LaBrie – vocal
- John Petrucci – guitarra e vocal de apoio
- John Myung – baixo
- Jordan Rudess – teclado
- Mike Mangini - bateria e percussão

Produção
- John Petrucci – produção
- Paul Northfield - engenharia
- Andy Wallace – mixagem
- Hugh Syme - arte

## Paradas
| Parada (2011)               | Melhor posição |
| --------------------------- | -------------- |
| Australian Albums Chart     | 17             |
| Canadian Albums Chart       | 9              |
| Dutch Albums Chart          | 2              |
| Finnish Albums Chart        | 1              |
| Hungarian Albums Chart      | 6              |
| Italian Albums Chart        | 3              |
| Polish Albums Chart         | 7              |
| Portuguese Albums Chart     | 9              |
| UK Albums Chart             | 17             |
| UK Rock Chart               | 1              |
| US Billboard 200            | 8              |
| Billboard Tastemaker Albums | 1              |